# Бэшью, Маркс
Маркс Бэшью (имя при рождении Мордехай Шабашевиц; 15 мая 1876, Россиены, Российская империя — 17 января 1949, Кейптаун, Южно-Африканский Союз) — южноафриканский предприниматель еврейского происхождения, известный в первую очередь как сооснователь бренда безалкогольных напитков Bashew's.

## Биография
Мордехай Шабашевиц родился в еврейской семье в местечке Россиены Ковенской губерни (сегодня — Расейняй, Литва). Отца звали Цемах, мать — Рахель. На рубеже XIX и XX веков, как и многие литовские евреи, он эмигрировал в Капскую колонию, где в эти годы бурно росла экономика за счёт добычи алмазов и морской торговли. Вскоре после эмиграции он взял имя Маркс и укоротил фамилию до Bashew (Бэшью) для удобства произнесения местными жителями.
В 1903 году Бэшью сочетался браком с Этель Кляйн в синагоге Кейптауна. Оба супруга значатся в списках жертвователей на переселение евреев в Палестину, публиковавшихся в газете «Ха-Мелиц». Бэшью умер в 1949 году, похоронен на еврейском кладбище Пайнленд в Кейптауне.

## Компания Bashew's
В 1899 году Вторая англо-бурская война принесла в Капскую колонию тысячи британских солдат из метрополии, многие из которых были непривычны к жаркому и сухому климату африканского континента. Это вызвало рост спроса на прохладительные напитки, и вскоре Маркс Бэшью с братом Гарри (настоящее имя — Цви) основали небольшое производство лимонадов.
Напитки братьев Бэшью пользовались популярностью, бизнес рос и вскоре стал одним из самых заметных игроков на южноафриканском рынке. Напитки Bashew's производятся по сей день. Южноафриканская пресса называет их «культурным наследием» страны.